# Karl Wiedergott
Karl Wiedergott (Berlijn, 8 februari 1969), geboren als Karl Aloyce Treaton, is een in Duitsland geboren Amerikaans acteur en stemacteur.
Wiedergott is vooral bekend als stemacteur in de televisieserie The Simpsons waar hij in 253 afleveringen actief was.

## Biografie
Wiedergott werd geboren in Berlijn in een gezin van vijf kinderen, hij groeide op in Massachusetts. Hij begon als acteur in lokale theaters en maakte zijn debuut voor televisie in 1985 in de televisieserie The Golden Girls.
Wiedergott begon zijn carrière in 1986 toen hij werd gecast in de film Allison Tate, waarin hij Scott Carroll speelde. Kort daarna volgden films als Finally 18 Again, Scout Academy en Steven - The Abduction. Hij had ook verschillende gastoptredens in series als Golden Girls, Star Trek: Starship Voyager en Star Trek: Enterprise. Hij was het laatst te zien in de zevende aflevering van het derde seizoen van Crossing Jordan. Hij verwierf nationale bekendheid in 1998 als stemacteur in de Amerikaanse hitserie The Simpsons, waarin hij tot en met 2010 te horen was.

## Filmografie

### Films
Uitgezonderd korte films.
- 1986: The Education of Allison Tate – als Scott Carroll
- 1988: 18 Again! – als teamlid
- 1988: The Wrong Guys – als ober pannenkoekhuis
- 1989: I Know My First Name Is Steven – als punker
- 1990: Monday Morning – als Bill Cobbs
- 1994: Attack of the 5 Ft. 2 Women – als Dirk Smith
- 1997: Time Under Fire – als dr. Zimmer
- 1998: The Truth About Juliet – als Chaloots
- 1999: Breakfast of Champions – als Homer
- 1999: Pirates of Silicon Valley – als Mac ontwerper
- 2001: The Confidence Man – als de student
- 2001: The Socratic Method – als Dennis
- 2003: Two Days – als Charlie
- 2003: Wonderful Days – als Moe / uitvoerder
- 2007: The Simpsons Movie – als man / EPA chauffeur (stemmen)

### Televisieseries
Uitgezonderd eenmalige gastrollen.
- 1988: Golden Girls
- 1990: Columbo Goes to College
- 1998-2010 The Simpsons – als diverse stemmen – 253 afleveringen

- Virtual International Authority File: 315556598